# Google Code Jam
A Google Code Jam egy nemzetközi programozási verseny a Google szervezésében. A verseny 2003-ban indult, célként jelölve meg, hogy kiválogathassák azokat a tehetséges mérnököket, akiket potenciálisan a Google alkalmazhat. A verseny során humoros szöveges köntösbe bújtatott algoritmizálási feladatokat kell megoldani. Bármilyen programozási nyelv használható, amihez elérhető ingyenes fordító program.
A verseny népszerűsége töretlen: a legutóbbi, 2014-es versenyen több mint 49 ezren regisztráltak, és több mint 25 ezren oldottak meg legalább egy feladatot helyesen. A Google komoly pénzbeli díjakat ajánl fel a legjobbaknak.

## A verseny menete
A selejtező fordulóban 27 óra alatt relatív egyszerű feladatokat kell megoldani, és minimális pontszámmal is a következő fordulóba lehet kerülni.
Három első fordulót tartanak, minden körből 1000 versenyző jut tovább, így a második körre 3000 versenyző marad. Két és fél óra áll rendelkezésre általában három feladat megoldására.
A második és harmadik fordulóban először a legjobb 500, majd azok közül a legjobb 25 kerül kiválasztásra.
A huszonöt legjobb és az előző évi győztes a Google költségén elutazik az egyik központba, ahol a döntőt ellenőrzött körülmények között megtartják.

## Díjazás
A 2017. évi versenyen a díjazás a következőképpen alakul:
- győztes: 15 000 USD
- 2. helyezett: 2 000 USD
- 3. helyezett: 1 000 USD
- a többi döntős: 100 USD fejenként
- továbbá az első 1000 helyezett kap egy pólót, amely a verseny logójával van ellátva.

## Adatok a versenyről
| Év   | 1. helyezett                             | 2. helyezett        | 3. helyezett       | Résztvevők száma[1] |
| ---- | ---------------------------------------- | ------------------- | ------------------ | ------------------- |
| 2021 | Xiuhan Wang                              | Shogo Murai         | Scott Wu           |                     |
| 2020 | Gennady Korotkevich (Генадзь Караткевіч) | Kevin Sun           | Andrew He          |                     |
| 2019 | Gennady Korotkevich                      | Makoto Soejima      | Andrew He          |                     |
| 2018 | Gennady Korotkevich                      | Kamil Debowski      | Makoto Soejima     |                     |
| 2017 | Gennady Korotkevich                      | Konstantin Semenov  | Vladislav Epifanov |                     |
| 2016 | Gennady Korotkevich                      | Kevin Atienza       | Egor Kulikov       | 27 169              |
| 2015 | Gennady Korotkevich                      | Makoto Soejima      | Bruce Merry        | 23 296              |
| 2014 | Gennady Korotkevich                      | Evgeny Kapun        | Yuzhou Gu          | 25 462              |
| 2013 | Ivan Miatselski                          | Vasil Bileckiy      | Vladislav Isenbaev | 21 273              |
| 2012 | Jakub Pachocki                           | Neal Wu             | Michal Forišek     | 17 803              |
| 2011 | Makoto Soejima                           | Ivan Metelsky       | Jakub Pachocki     | 11 846              |
| 2010 | Egor Kulikov                             | Erik-Jan Krijgsman  | Sergey Kopeliovich | 10 192              |
| 2009 | Tiancheng Lou                            | Zichao Qi           | Yoichi Iwata       | 8 289               |
| 2008 | Tiancheng Lou                            | Zeyuan Zhu          | Bruce Merry        | 7 154               |
| 2006 | Petr Mitrichev                           | Ying Wang           | Andrey Stankevich  | nincs adat          |
| 2005 | Marek Cygan                              | Erik-Jan Krijgsman  | Petr Mitrichev     | nincs adat          |
| 2004 | Sergio Sancho                            | Po Ruh Loh          | Reid Barton        | nincs adat          |
| 2003 | Jimmy Mårdell                            | Christopher Hendrie | Eugene Vasilchenko | nincs adat          |

Megjegyzés:

↑ 1:  - Résztvevőnek az számít, aki legalább egy bemenetet helyesen megoldott a selejtezőben.

## Külső hivatkozások
- code.google.com/codejam Archiválva 2013. április 29-i dátummal a Wayback Machine-ben - a verseny oldala
- www.go-hero.net - korábbi évek megoldásai és statisztikák